# サレー・アル＝シェフリ
サレー・ビン・ハリド・ビン・モハメド・アル＝シェフリ（アラビア語: صالح بن خالد بن محمد الشهري, Saleh bin Khalid bin Mohammed Al-Shehri, 1993年11月1日 - ）は、サウジアラビア・ジッダ出身のサッカー選手。サウジ・プロフェッショナルリーグ・アル・イテハド所属。サウジアラビア代表。ポジションはフォワード（CF）。

## 経歴
ジッダ生まれ。アル・アハリのアカデミーに入団し、ストライカーとしてプレーした。

### ベイラ・マル
2012年9月2日、ポルトガルのSCベイラ・マルに期限付き移籍をした。初戦のモレイレンセFC戦でデビューを果たし、初ゴールを挙げた。ヨーロッパで初めて得点を決めたサウジアラビア人となった。

### アル・アハリ
2013年7月20日、アル・アハリに復帰した。ナジランSCとの親善試合でデビューし、試合は0-1で敗れた。

### アル・ヒラル
2019年にアル・ヒラルに期限付き移籍すると、2020年に完全移籍で加入。2022年4月9日、AFCチャンピオンズリーグ2022・シャールジャFCとの開幕戦で得点を記録。しかし、前半半ばにアキレス腱断裂の大怪我を負って残りのシーズンを欠場することになった。

### アル・イテハド
2024年7月22日、アル・イテハドに移籍した。

### 代表
2012年、AFC U-19選手権でカタール代表との対戦でゴールを決め、サウジアラビアは4-2で勝利した。勝ち点4を集めたが、グループリーグ3位で敗退した。
2022年10月、2022 FIFAワールドカップ前の強化試合として、サウジアラビアサッカー連盟は複数の国に対戦のオファーし北マケドニア、アルバニア、ホンジュラスらと一部はテレビ中継もないFIFA非公式の試合が組まれた。最後に行われたホンジュラス戦（0-0）はチームとしても無得点に終わったが、アル＝シェフリは北マケドニア戦（1-0）とアルバニア戦（1-1）の両方で得点した。
11月22日、当時FIFAランキング51位だったサウジアラビア代表として迎えた2022 FIFAワールドカップ・グループCの初戦でW杯まで36試合無敗を維持していたアルゼンチン代表（FIFAランキング3位）と対戦した。前半にリオネル・メッシのPKによって先制されたものの、後半3分に同点ゴールを決めた。その後サウジアラビア代表はサーレム・アッ＝ドーサリーのゴールで逆転し、2-1で制す世紀の番狂わせの立役者となった。なお、ワールドカップでアジア勢がアルゼンチンに勝利したのは史上初だった。
2023年11月、当時アル＝シェフリはアル・ヒラルにアレクサンダル・ミトロヴィッチが加入したことで出場機会に恵まれていなかったが、サウジアラビア代表監督を務めるロベルト・マンチーニは彼を2026 FIFAワールドカップ・アジア2次予選のパキスタンに先発出場させた。すると、アル＝シェフリはその期待に応えて2ゴールを挙げた。さらに、次のヨルダンでも2ゴールを挙げて2試合連続で2得点を記録した。

## 代表歴

### 出場大会
- サウジアラビア代表
  - 2022 FIFAワールドカップ

### 試合数
- 国際Aマッチ 32試合13得点（2020年 - )[9]

| サウジアラビア代表 | 国際Aマッチ | 国際Aマッチ |
| 年                 | 出場        | 得点        |
| ------------------ | ----------- | ----------- |
| 2020               | 2           | 1           |
| 2021               | 11          | 6           |
| 2022               | 7           | 2           |
| 2023               | 6           | 4           |
| 2024               | 6           | 0           |
| 通算               | 32          | 13          |

1. ↑  アル＝シェフリはカタールW杯前の強化試合の北マケドニア戦、アルバニア戦（1得点）、ホンジュラス戦（1得点）との試合にも出場しているが、これらはFIFA非公式の試合であるため国際Aマッチにカウントされていない。

### 得点
| No. | 開催年月日     | スタジアム                                               | 対戦国         | スコア | 結果 | 試合概要                               |
| --- | -------------- | -------------------------------------------------------- | -------------- | ------ | ---- | -------------------------------------- |
| 1.  | 2020年11月14日 | リヤド, プリンス・ファイサル・ビン・ファハド・スタジアム | ジャマイカ     | 2–0    | 3–0  | 親善試合                               |
| 2.  | 2021年3月30日  | リヤド, Mrsoolパーク                                     | パレスチナ     | 3–0    | 5–0  | 2022 FIFAワールドカップ・アジア2次予選 |
| 3.  | 2021年3月30日  | リヤド, Mrsoolパーク                                     | パレスチナ     | 4–0    | 5–0  | 2022 FIFAワールドカップ・アジア2次予選 |
| 4.  | 2021年6月11日  | リヤド, Mrsoolパーク                                     | シンガポール   | 3–0    | 3–0  | 2022 FIFAワールドカップ・アジア2次予選 |
| 5.  | 2021年9月2日   | リヤド, Mrsoolパーク                                     | ベトナム       | 3–1    | 3–1  | 2022 FIFAワールドカップ・アジア3次予選 |
| 6.  | 2021年9月7日   | マスカット, スルタン・カーブース・スポーツコンプレックス | オマーン       | 1–0    | 1–0  | 2022 FIFAワールドカップ・アジア3次予選 |
| 7.  | 2021年11月16日 | ハノイ, ミーディン国立競技場                             | ベトナム       | 1–0    | 1–0  | 2022 FIFAワールドカップ・アジア3次予選 |
| 8.  | 2022年3月24日  | シャールジャ, シャールジャ・スタジアム                   | 中華人民共和国 | 1–0    | 1–1  | 2022 FIFAワールドカップ・アジア3次予選 |
| 9.  | 2022年10月22日 | アブダビ, シェイク・ザイード・スタジアム                 | 北マケドニア   | 1–0    | 1–0  | 親善試合                               |
| 10. | 2022年10月26日 | アブダビ, アール・ナヒヤーン・スタジアム                 | アルバニア     | 1–0    | 1–1  | 親善試合                               |
| 11. | 2022年11月22日 | ルサイル, ルサイル・アイコニック・スタジアム             | アルゼンチン   | 1–1    | 2–1  | 2022 FIFAワールドカップ・グループC     |
| 12. | 2023年11月16日 | フフーフ, Prince Abdullah bin Jalawi Stadium             | パキスタン     | 1-0    | 4-0  | 2026 FIFAワールドカップ・アジア2次予選 |
| 13. | 2023年11月16日 | フフーフ, Prince Abdullah bin Jalawi Stadium             | パキスタン     | 2-0    | 4-0  | 2026 FIFAワールドカップ・アジア2次予選 |
| 14. | 2023年11月21日 | アンマン, アンマン国際スタジアム                         | ヨルダン       | 1-0    | 2-0  | 2026 FIFAワールドカップ・アジア2次予選 |
| 15. | 2023年11月21日 | アンマン, アンマン国際スタジアム                         | ヨルダン       | 2-0    | 2-0  | 2026 FIFAワールドカップ・アジア2次予選 |

## タイトル
アル・ヒラル
- サウジ・プロフェッショナルリーグ : 2019-20, 2020-21, 2021-22, 2023-24
- サウジ国王杯 : 2019-20, 2022-23, 2023-24
- AFCチャンピオンズリーグ : 2019, 2021
- サウジ・スーパーカップ : 2021, 2023